# Raz Ohara
Raz Ohara (англ. Patrick Rasmussen нар. 1976) — один з найкращих вокалістів на сучасній електронній сцені[джерело?]. У 2006 було знято кліп на пісню «Reality». Будучи резидентом лейбла Get Physical Music[джерело?], 18 січня 2008 року він випускає альбом свого нового проекту Raz Ohara and the Odd Orchestra. Крім цього, Raz Ohara є вокалістом і клавішником легендарного проекту Apparat (Bpitch Control), що працює спільно з культовою фігурою Берліна Ellen Alien[джерело?].
Одного разу його видавець з лейбла Kitty-Yo запропонував спробувати попрацювати з молодим і перспективним техно-артистом — Alexander Kowalski. З цього почалося включення Raz Ohara в електронну танцювальну сцену. З Kowalski вони випустили два сингли — 'All I Got To Know' і 'Hot Spot', а потім активно гастролювали разом[джерело?]. Поступово Raz Ohara робив все більше і більше сольних виступів як техно-музикант, працюючи лише з мікрофоном і драм-машиною.

## Альбоми
- «Raz Ohara and the Odd Orchestra» (29 серпня 2008)
- «Kisses» (3 грудня 2008)
- «Miracle» (Сингл, 2009)
- «II» (6 листопада 2009)